# Стойкич, Драган
Дра́ган Сто́йкич (хорв. Dragan Stojkić; 7 октября 1975, Сплит, СР Хорватия, СФРЮ) — боснийский и хорватский футболист, вратарь.

## Карьера

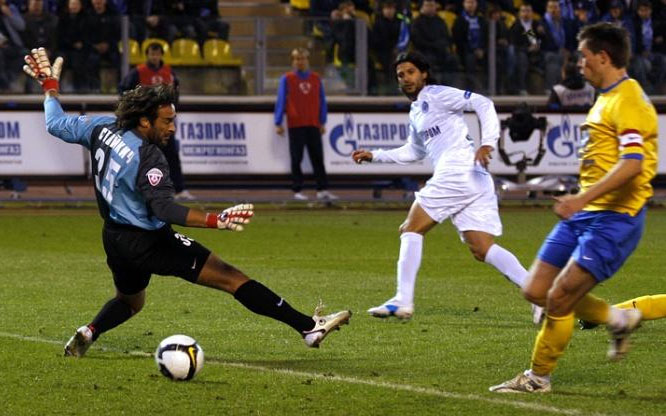
Стойкич (слева) в игре за «Луч-Энергию»

Начал карьеру в хорватском «Хайдуке». В 2007 году был признан лучшим голкипером чемпионата Хорватии. В 2008 году перешёл во владивостокский клуб «Луч-Энергия». После ухода Марека Чеха в московский «Локомотив», стал основным голкипером команды. Дебютировал 3 августа в матче против «Рубина» (1:1). С 2008 года играл в Израиле. Выступал за клубы «Ашдод» и «Хапоэль» из Ашкелона. С 2013 года выступает за хорватский «Змаж».

## Личная жизнь
Женат. Имеет двух сыновей.